# MILF (programa de televisión)
MILF (Mujeres Independientes, Libres y Felices) fue un programa de televisión chileno de conversación emitido por TV+ entre el 17 de abril de 2017 y el 9 de junio de 2023. Fue conducido por Claudia Conserva desde sus inicios hasta junio de 2022, cuando fue reemplazada por Andrea Hoffmann, luego por Javiera Acevedo y finalmente por Titi García-Huidobro.

## Historia
Para el nombre, Claudia Conserva buscó darle una connotación positiva a la expresión MILF (Mujeres independientes, libres y felices). El formato originalmente era un cuestionario que la conductora realizaba a sus panelistas María Paz Jorquiera y Yazmín Vásquez.
En el verano de 2020 se estrenó un espectáculo teatral llamado Las MILF y una noche, presentado en varios teatros a lo largo del país. Durante esos días también se grabaron capítulos desde la playa.
Durante la pandemia del coronavirus, Renata Bravo y Yazmín Vásquez participaron de manera remota desde sus casas, hasta que en octubre de 2020 oficializaron su salida. En su lugar llegaron la actriz Berta Lasala y la excoordinadora de piso, Francesca Conserva.
La temporada 2021 se caracterizó por incorporar a cuatro panelistas que se rotaban cada día: Francisca Merino, Andrea Hoffmann, Francisca Sfeir y Claudia Miranda.
A partir de la temporada 2022 se incorpora Aranzazú Yankovic de manera definitiva. Más tarde, en junio de 2022, y luego de que Claudia Conserva revelara que padece cáncer y que empezaría un tratamiento contra el mismo, esta se retiró por un tiempo indefinido del programa y de la televisión.
Durante la ausencia de Conserva se integró Andrea Hoffmann a la conducción hasta el verano de 2023. Ahí llegó Javiera Acevedo y desde abril Titi García Huidobro.
El viernes 9 de junio se emitió el último capítulo de MILF, debido a que el programa será reemplazado por uno nuevo llamado Claudia Conversa.

## Integrantes
- Claudia Conserva (2017-2022).
- María Paz Jorquiera (2017-2018).
- Yazmín Vásquez (2017-2020).
- Claudia Hidalgo (2017-2018).
- Renata Bravo (2019-2020).
- Francesca Conserva (2020-2023).
- Berta Lasala (2020-2023).
- María José Torrealba (2021).
- Andrea Hoffmann (2021-2022).
- Francisca Merino (2021).
- Francisca Sfeir (2021).
- Claudia Miranda (2021).
- Aranzazú Yankovic (2021-2023).
- Gaby del Río (2022-2023).
- Titi García-Huidobro (2023).